# BR-485
De BR-485 is een federale weg in de deelstaat Rio de Janeiro in het zuidoosten van Brazilië. De weg is een verbindingsweg van Itatiaia naar het Nationaal park Itatiaia. In het zuidoosten komt de BR-485 uit op de BR-116. De weg heeft lokaal de naam Rue Wanderbilt Duarte de Barros.
De weg heeft een lengte van 4,4 kilometer. Het is de bedoeling dat in de toekomst de weg door het hele park loopt en aan de westzijde het park verlaat in de staat Rio de Janeiro.